# 賀葉森
賀葉森（英語：Ho Yinsen）是由漫威漫畫出版的美国漫画书中出现的虚构角色。 在钢铁侠的起源故事中扮演关键角色，作为他的第一件裝甲的共同建造者。
肖恩·托布飾演的賀葉森教授出演於漫威电影宇宙中的电影《钢铁侠》（2008年）和《鋼鐵人3》（2013年）中。

## 出版历史
賀葉森第一次出场是在《悬疑故事》#39（1963年3月），由史丹·李（作家）、拉里·李伯 （作家）和唐·赫克 （艺术家）创作。他是一个亚洲科学家。 

## 人物經歷

### 背景
賀葉森是来自虚构的提百特博国的和平主義者，物理学家和工程师。

### 與東尼被抓獲並犧牲自己
当托尼·斯塔克上大学時，斯塔克非常钦佩他的工作。在他年老的时候，在美国國防工業和當時身為工程师的托尼被捕之前，葉森被共产党军阀王秋在越南抓获。斯塔克的美国军队车队遇到了一塊地雷，他的弹片正在慢慢向他的心臟移动而受伤。 葉森制作了一个磁性胸板并将其粘贴在斯塔克的胸部，从而防止弹片进入斯塔克的心脏，从而拯救斯塔克的生命并让他活着。 然后王秋命令葉森和斯塔克为他制造武器。相反，葉森帮助斯塔克秘密地建造了第一个钢铁侠盔甲 ，其中包括一个让斯塔克的心脏保持活力的装置。葉森牺牲了自己，分散了王秋的注意力，以便为斯塔克腾出时间启动盔甲。斯塔克穿上盔甲，成为鋼鐵人；击败了王秋，并释放所有王秋的囚犯。 

### 2301号宇宙
在2301号宇宙中，葉森是钢铁侠技术的创造者之一。 

## 其他媒體

### 電影
- 漫威電影宇宙：由肖恩·托布飾演賀葉森教授，是來自阿富汗小村莊的醫生和工程師。
  - 《鋼鐵人》（2008年）：被當時名為十環幫的國際恐怖組織的當地分支機構與東尼·史達一起俘虜，並協助東尼創造了小型反應堆和第一件鋼鐵人裝甲，随後犧牲了自己來為裝甲啟動拖延時間。
  - 《鋼鐵人3》（2013年）：客串，於1999年與東尼·史塔克在科學展中認識。

### 电子游戏
- 《鋼鐵人》：由肖恩·托布在2008年的同名電影飾演的賀葉森教授回歸出演於遊戲中。与电影中不同的是，他并没有因为为斯塔克启动铠甲拖延时间而死亡，而是故意牺牲自己以防止“十環幫”获得托尼关于钢铁侠铠甲等的笔记。